# AKSM-743
AKSM-743（ベラルーシ語: АКСМ-743）は、ベラルーシの輸送用機器メーカーであるベルコムンマッシュの路面電車車両。同社が開発した初の連接車（3車体連接車）で、車内の床上高さの一部が低くなっている。

## 概要
ソビエト連邦（ソ連）時代に設立された輸送用機器メーカーのベルコムンマッシュは、ソビエト連邦の崩壊後の2000年以降路面電車車両の製造事業に着手した。同年に試作されたAKSM-1Mに続き、量産車のAKSM-60102が2002年以降製造されたが、これらの車両は乗降扉付近に2段のステップが存在する高床式電車であり、車椅子やベビーカーの利用客にとって難があった。そこでベルコムンマッシュはこの問題を解決すべく、床上高さを下げた車両の開発に取り掛かった。その最初の車両として完成したのがAKSM-743である。
全溶接式の鋼製車体を有しており、ループ線が存在する路線に適した片運転台構造を持つ。先頭部と後部はグラスファイバーによって作られ、車体の骨組みを始めとした腐食の影響を受けやすい場所には腐食防止剤による処理が行われている。各車体間はドイツのヒューブナー（HÜBNER）社が製造した関節式のジョイントで接続されている。車内は動力台車が存在する先頭車体と後方車体の車端が高床構造、付随台車が設置されている中間車体を含めた残りの部分は床上高さを下げた低床構造となっており、後者には両開き式のプラグドアが前後車体合わせて4箇所設置されている。ただし完全なノンステップ構造にはなっておらず、乗降の際には1段のステップを経る必要がある。また後部車体の高床部分には片開き式プラグドアが存在し、ステップは2段となっている他、前方車体には同様の構造の乗務員扉が設置されている。車内の温度調整や換気は開閉可能な側窓の他、強制換気機能と暖房機能を有する空調装置によって行われる。
動力台車、付随台車は共に軸ばね（ゴムばね）と枕ばね（ゴム製ショックアブソーバーを備えたコイルばね）を備え、振動や騒音の抑制が図られている。動力台車は回転軸を有し、出力80 kwの直流電動機（DK263B）が2基設置されている一方、付随台車は回転軸を持たず、車体に固定されている。制御装置は電機子チョッパ制御方式が用いられる。
2002年に1両が試作され、2020年現在もミンスク市電で使用されている。

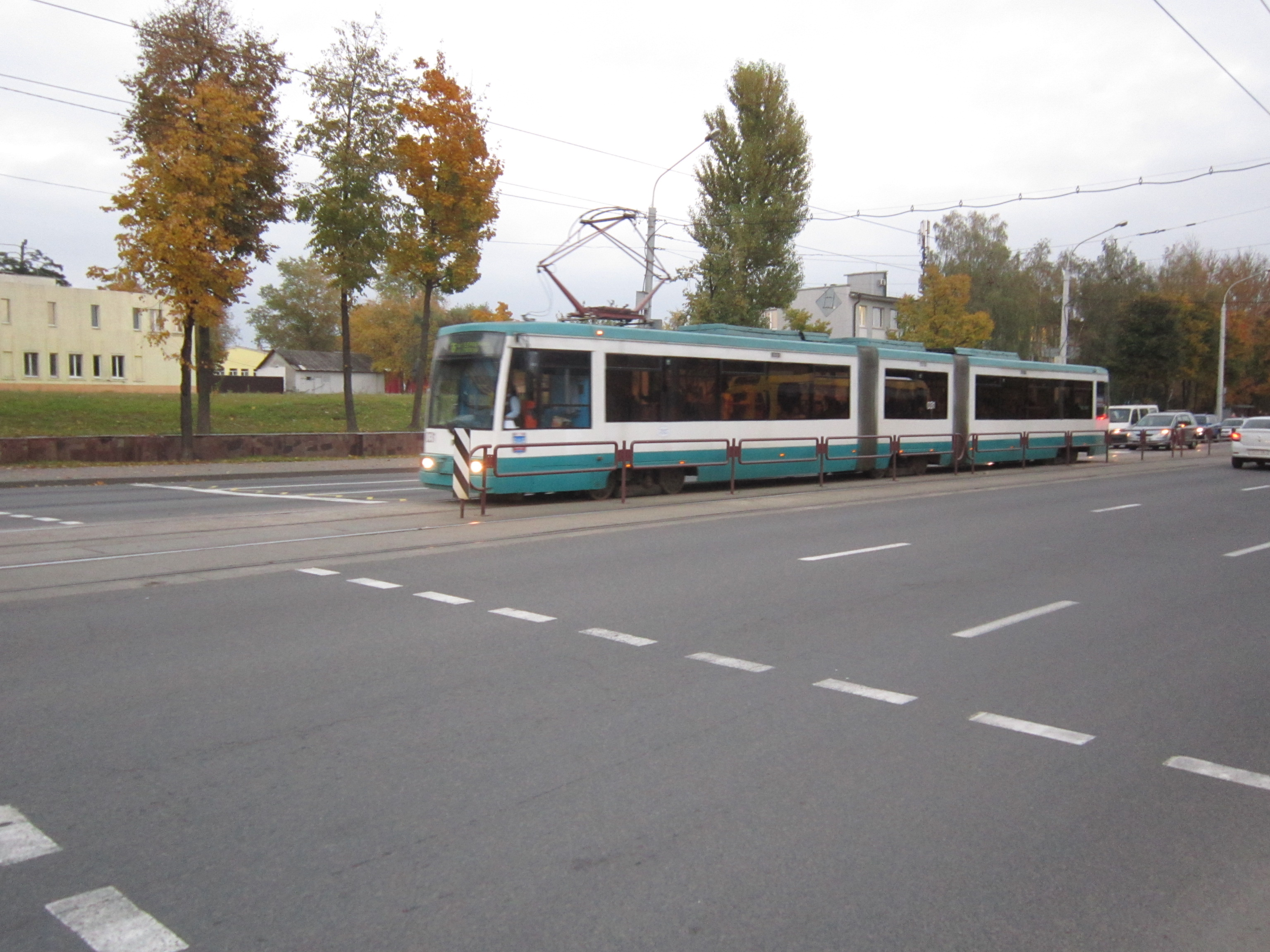
扉が設置されていない左側面（2018年撮影）
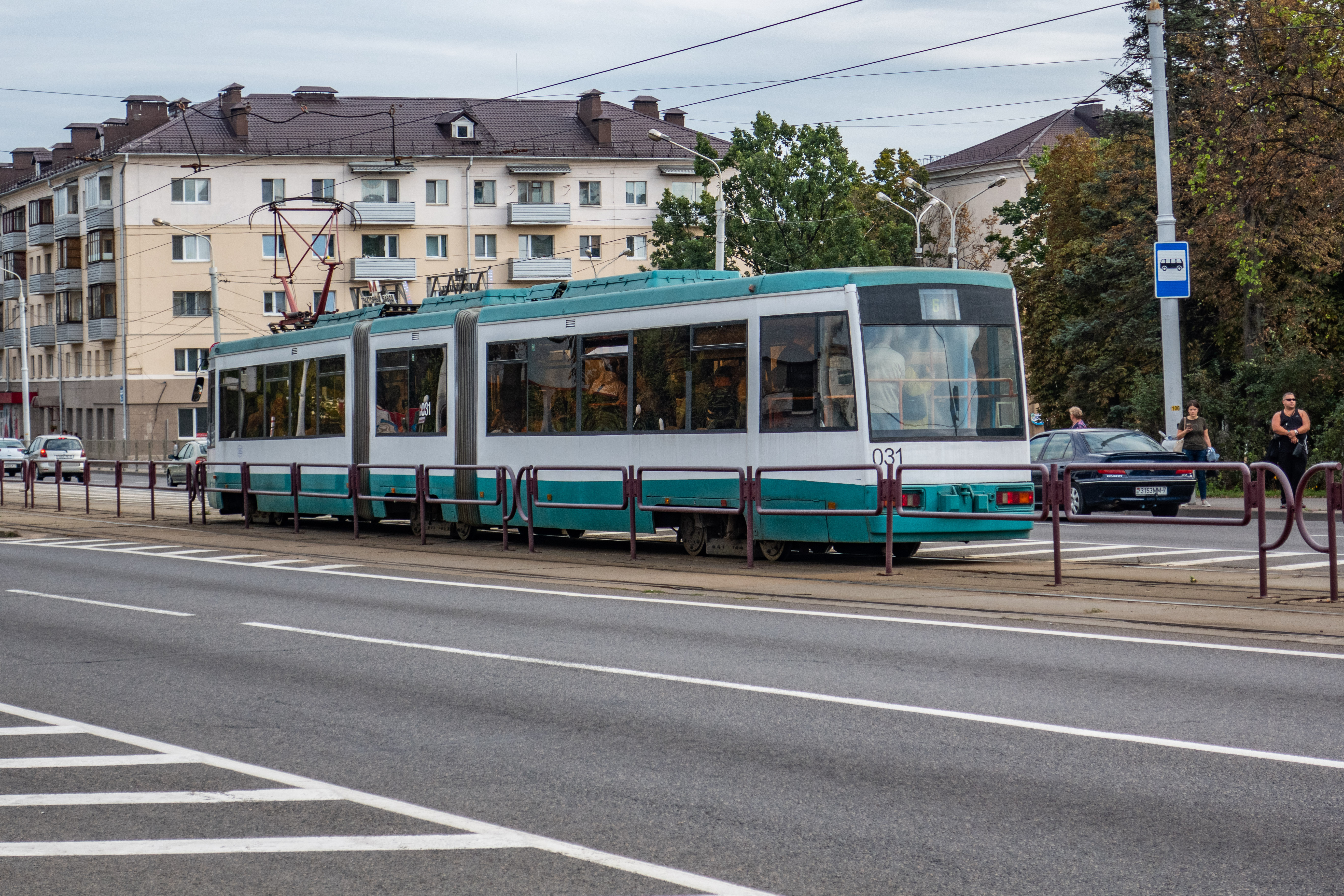
後方には運転台が存在しない（2019年撮影）